# Vuelta Ciclista de Chile 2012
Die 31. Vuelta Chile fand vom 5. bis zum 15. Januar 2012 statt. Das Radrennen wurde in zehn Etappen über eine Distanz von 1400 Kilometern ausgetragen. Es gehörte zur UCI America Tour 2012 und war dort in die Kategorie 2.2 eingestuft.
Gesamtsieger des Etappenrennens wurde der Chilene Patricio Almonacid vom Team Clos de Pirque - Trek mit nur 18 Sekunden Vorsprung vor dem Kolumbianer Félix Cárdenas (Shimano GW) und knapp zwei Minuten vor seinem Landsmann Gonzalo Garrido.

## Teilnehmende Teams
Einladungen erhielten zwanzig Mannschaften, darunter auch das spanische Professional-Continental-Team Andalucía sowie das österreichische Continental Team ARBÖ Gebrüder Weiss-Oberndorfer und drei Nationalmannschaften.
| Professional Continental Teams Andalucía 0                                                 | Continental Teams Jamis-Sutter Home ARBÖ Gebrüder Weiss-Oberndorfer Team Nippo | Colombia-Comcel Clube DataRo de Ciclismo 0                | Nationalmannschaften Argentinien Mexiko Uruguay  |
| Sonstige Arquitectura USM by Triciclo Films Mostazal-Cycling Adventure Clos de Pirque-Trek | Bicy Club Macul Felix Geraldo-Sali Hochschild Scanavini-Fullrunners            | Club Ciclista Chacabuco Scott-Chilemat-Thermos Shimano GW | Union Ciclista Alvi PF Curico Bianchi-R2-Shimano |

## Etappen
| Etappe | Tag        | Start–Ziel                                               | km      | Typ                   | Etappensieger        | Gesamtführender    |
| ------ | ---------- | -------------------------------------------------------- | ------- | --------------------- | -------------------- | ------------------ |
| 1.     | 5. Januar  | La Serena - Coquimbo - La Serena (Mannschaftszeitfahren) | 18,8    | Mannschaftszeitfahren | Clos de Pirque-Trek  | Antonio Cabrera    |
| 2.     | 6. Januar  | La Serena - Tongoy - La Serena                           | 137,5   | Flachetappe           | Juan José Lobato     | Luis Mansilla      |
| 3.     | 7. Januar  | Los Vilos - Viña del Mar                                 | 187,9   | Mittelgebirgsetappe   | Luis Mansilla        | Luis Mansilla      |
| 4.     | 8. Januar  | Viña del Mar - Piedra Roja - Santa Martina               | 143,7   | Mittelgebirgsetappe   | Patricio Almonacid   | Luis Mansilla      |
| R      | 9. Januar  | Ruhetag                                                  | Ruhetag | Ruhetag               | 0 - 0                | Luis Mansilla      |
| 5.(A)  | 10. Januar | Puerto Montt (Einzelzeitfahren)                          | 20      | Einzelzeitfahren      | Sergio Godoy         | Luis Mansilla      |
| 5.(B)  | 10. Januar | Puerto Montt – Osorno                                    | 131,1   | Mittelgebirgsetappe   | Adrián Palomares     | Luis Mansilla      |
| 6.     | 11. Januar | Valdivia - Villarrica                                    | 128,8   | Mittelgebirgsetappe   | Luis Mansilla        | Luis Mansilla      |
| 7.     | 12. Januar | Temuco - Angol - Los Ángeles                             | 221,7   | Flachetappe           | Javier Ramirez       | Luis Mansilla      |
| 8.     | 13. Januar | Talca – Molina - Curicó                                  | 137,5   | Flachetappe           | Christopher Mansilla | Luis Mansilla      |
| 9.     | 14. Januar | Rancagua – Farellones                                    | 141,6   | Bergetappe            | Félix Cárdenas       | Patricio Almonacid |
| 10.    | 15. Januar | Santiago de Chile                                        | 79,3    | Flachetappe           | Juan José Lobato     | Patricio Almonacid |